# Antioquita
Antioquita es un género de insectos blatodeos (cucarachas) de la familia Blaberidae, subfamilia Epilamprinae.
Dos especies pertenece a este género:
- Antioquita marcuzzii Princis, 1952
- Antioquita punctigera Hebard, 1933

## Distribución geográfica
Se pueden encontrar, según la especie, en Colombia y Venezuela.